# Pelouses de la barbarie à Savigny-sur-Ardres
Pelouses de la barbarie à Savigny-sur-Ardres este o arie protejată (sit de importanță comunitară — SCI) din Franța întinsă pe o suprafață de 105 ha, integral pe uscat.

## Localizare
Centrul sitului Pelouses de la barbarie à Savigny-sur-Ardres este situat la coordonatele 49°15′17″N 3°48′32″E / 49.25472°N 3.80889°E.

## Înființare
Situl Pelouses de la barbarie à Savigny-sur-Ardres a fost declarat arie specială de conservare în baza directivei 92/43 din 1992 referitoare la conservarea habitatelor naturale și a faunei și florei sălbatice pentru a proteja un număr necunoscut de specii din flora spontană și fauna sălbatică aflate în arealul zonei.

## Biodiversitate
Situată în ecoregiunea atlantică, aria protejată conține 7 habitate naturale: Pajiști uscate seminaturale și facies de acoperire cu tufișuri pe substraturi calcaroase (Festuco-Brometalia) (* situri importante pentru orhidee), Mlaștini alcaline, Păduri aluvionare cu Alnus glutinosa și Fraxinus excelsior (Alno-Padion, Alnion incanae, Salicion albae), Păduri de fag Asperulo-Fagetum, Păduri de stejar sau de stejar și carpen sub-atlantice și medio-europene de Carpinion betuli, Liziere de ierburi înalte hidrofile de câmpie și de nivel montan până la alpin, Lacuri eutrofice naturale cu vegetație de tip Magnopotamion sau Hydrocharition.
La baza desemnării sitului se află un număr nedeclarat de specii protejate.
Pe lângă speciile protejate, pe teritoriul sitului au mai fost identificate 6 specii de plante, 4 specii de păsări, 1 specie de amfibieni, 1 specie de reptile.